# Màrius Serra
Màrius Serra Roig (n. Barcelona; 1 de mayo de 1963) es un escritor, periodista, traductor, enigmista y presentador de televisión español.

## Biografía
Licenciado en filología inglesa por la Universidad de Barcelona, es también, profesor de inglés. Obtuvo reconocimiento gracias a su obra Mon oncle. Ha presentado el programa de televisión de libros Alexandria, en Canal 33. Es un estudioso y coleccionista de enigmas, juegos de palabras y de todos los fenómenos de la ludolingüística. Actualmente, dirige el espacio «Enigmàrius» de El Matí de Cataluña Radio. Además, realiza los jeroglíficos del concurso de TV3 Bocamoll y colabora en la revista digital Esguard. También colabora con el programa de Radio Nacional de España, No es un día cualquiera, con un espacio de crucigramas. En la prensa escrita, colabora como columnista en los periódicos El Punt Avui y La Vanguardia.
Desde febrero del 2013 es miembro del Instituto de Estudios Catalanes.

## Obras
Relatos
- 1987, Linia
- 1987, Amnèsia
- 1991, Tres és massa
- 1993, Contagi
- 1998, La vida normal

Novelas
- 1990, L´home del sac
- 1996, Mon oncle
- 1999, Ablanatanalba
- 2003, Mononcle
- 2006, Farsa
- 2008, Quiet
- 2013, Plans de futur (Proa)

Novela «bluetooth»
- 2007, La veritable història de Harald Bluetooth, novela corta escrita y con registro para ser descargada al teléfono móvil.

Crítica y estudios literarios
- 2004, De com s´escriu una novel.la
- 2007, Enviar i Rebre Colección de artículos publicados en La Vanguardia y Avui

Enigmística
- 1991, Manual d'enigmística
- 2000, Verbàlia (jocs de paraules i esforços de l'enginy literari)
- 2002, Verbàlia.com (jugar, llegir, tal vegada escriure)
- 2004, Els 100 millors crucigrames de Màrius Serra i Pau Vidal, con Pau Vidal
- 2005, Els 66 crucigrames més lletrats (més 3 de lletruts), con Pau Vidal
- 2005, Els 66 crucigrames més lletrats (més 3 de lletruts), con Pau Vidal
- 2010, Dicciomàrius
- 2010, Verbàlia 2.0
- 2022, ¿Por qué soy… enigmista?

## Premios
- 1986 Premio Ciutat d'Elx por el cuento "Lletra menuda", incluido dentro del relato Línia
- 1987 Premio El Brot, por "Amnèsia"
- 1994 Premio Fundació Enciclopèdia Catalana de narrativa, por Mon oncle
- 1999 Premio Ciudad de Barcelona por La vida normal
- 1999 Premio Octavi Pellissa, por Verbàlia
- 2001 Premio Crítica Serra d'Or de Literatura y Ensayo por Verbàlia
- 2001 Premi Lletra d'Or por Verbàlia
- 2006 Premio Ramon Llull de novela, por Farsa
- 2011 Premio Memorial Lluís Companys de la Fundación Josep Irla
- 2013 Premio San Jorge de Novela por Plans de futur

| Predecesor: Lluís-Anton Baulenas | Premio Ramon Llull 2006 | Sucesor: Gabriel Janer Manila |